# Sigisbert van Gembloers

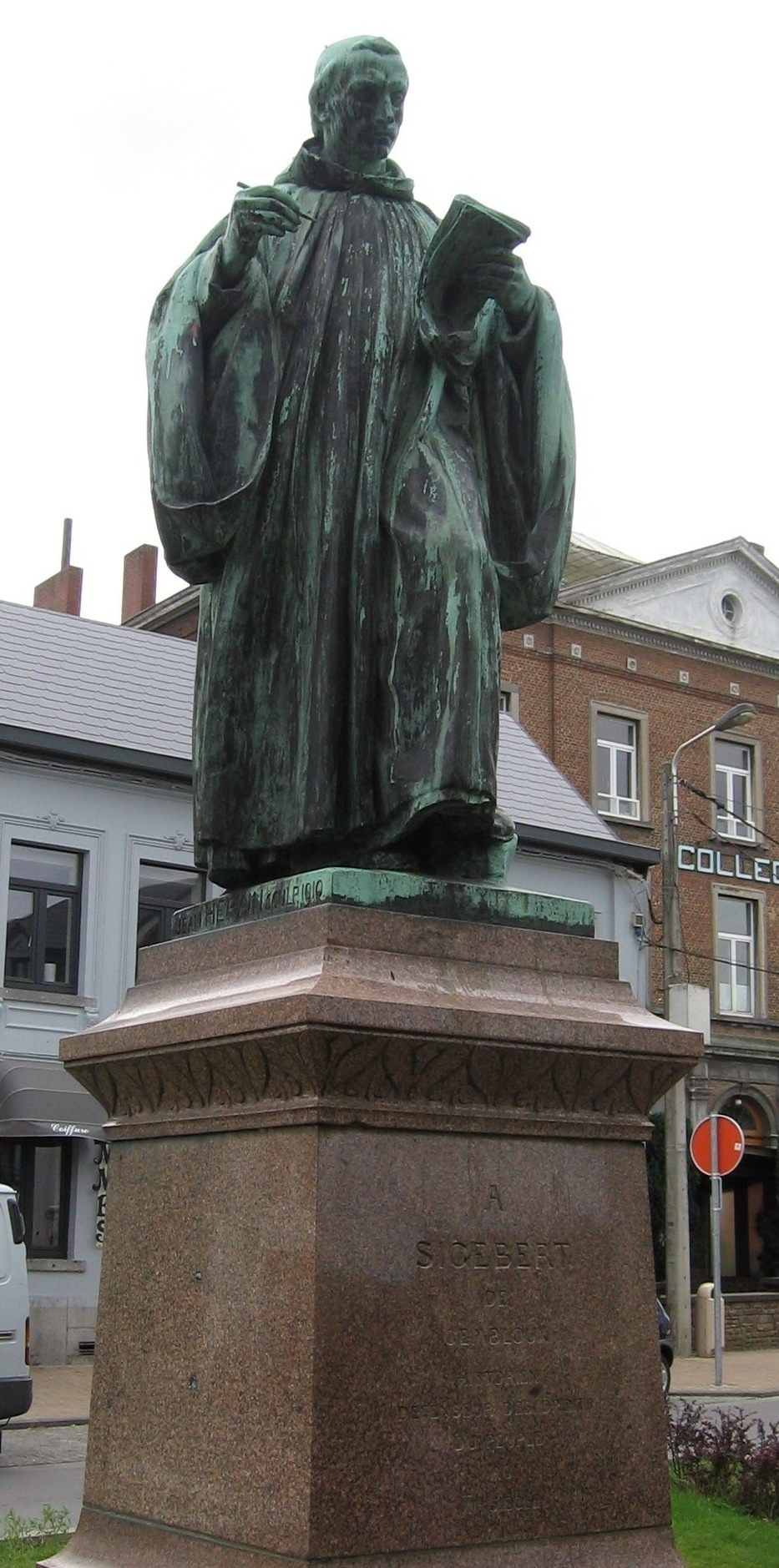
Standbeeld voor Sigisbert op het marktplein van Gembloers, opgericht in 1910

Sigisbert van Gembloers (1030 – Gembloers, 5 oktober 1112) was een benedictijner monnik en kroniekschrijver.
Zijn ouders stonden Sigisbert jong af als oblaat aan de Abdij van Gembloers. Hij kreeg daar degelijk onderwijs betaald door Olbrecht van Gembloers.
Hij werd naar de Abdij van Sint-Vincentius te Metz gezonden als scholast. In de 25 jaar dat hij daar verbleef schreef hij heiligenlevens. Hij verdedigde de keizers Hendrik IV en Hendrik V tegen de pausen Gegorius VII, Urbanus II en Paschalis II.
Tussen 1070 en 1075 keerde hij terug naar Gembloers. Daar schreef hij een Leven van Sint-Guibertus en Handelingen van de abten van Gembloers (Gesta abbatum Gemblacensium). Hij begon een Algemene Kroniek die in 1083 begon en eindigde in 1111. Deze kroniek, verdergezet door andere monniken van Gembloers, werd bijgehouden tot 1148.
- Bibsys: 90904243
- Biblioteca Nacional de España: XX998944
- Bibliothèque nationale de France: cb12006054t (data)
- CiNii: DA04419687
- Gemeinsame Normdatei: 118614142
- International Standard Name Identifier: 0000 0001 0922 4682
- Library of Congress Control Number: n87881954
- Nationale Bibliotheek van Tsjechië: kup19980000090757
- Nationale Bibliotheek van Israël: 987007268227905171
- Nationale en Universitaire bibliotheek Zagreb: 000135442
- Nederlandse Thesaurus van Auteursnamen: 068905645
- Réseau des bibliothèques de Suisse occidentale: 02-A000149853
- Istituto Centrale per il Catalogo Unico: BVEV035780
- LIBRIS: 198739
- SNAC: w67112n2
- Système universitaire de documentation: 028171837
- Trove: 1460292
- Virtual International Authority File: 88029539